# Chintu TV
Chintu TV – indyjski kanał telewizyjny adresowany do dzieci, należący do Sun Network. Nadaje treści w języku kannada. Został uruchomiony w 2009 roku.